# Ilyodrilus montana
Ilyodrilus montana är en ringmaskart som beskrevs av Brinkhurst. Ilyodrilus montana ingår i släktet Ilyodrilus och familjen glattmaskar. Inga underarter finns listade i Catalogue of Life.